# منشأة أبو وافية
قرية منشأة أبو وافية هي إحدى القرى التابعة لمركز الدلنجات في محافظة البحيرة في جمهورية مصر العربية. حسب إحصاءات سنة 2006، بلغ إجمالي السكان في منشأة أبو وافية 2160 نسمة، منهم 1092 رجل و1068 امرأة.